# Parijs-Roubaix 2008
De 106e editie van de Franse wielerklassieker Parijs-Roubaix werd op 13 april 2008 verreden. De wedstrijd was 259,5 kilometer lang.

## Uitslag
| rang | renner            | land             | tijd       |
| ---- | ----------------- | ---------------- | ---------- |
| 1    | Tom Boonen        | België           | 6u 58' 42" |
| 2    | Fabian Cancellara | Zwitserland      | z.t.       |
| 3    | Alessandro Ballan | Italië           | z.t.       |
| 4    | Martijn Maaskant  | Nederland        | +3'39"     |
| 5    | Stuart O'Grady    | Australië        | +3'57"     |
| 6    | Leif Hoste        | België           | +3'57"     |
| 7    | Stijn Devolder    | België           | +3'59"     |
| 8    | Johan Vansummeren | België           | +4'35"     |
| 9    | George Hincapie   | Verenigde Staten | +5'12"     |
| 10   | Fabio Baldato     | Italië           | +5'12"     |
| 11   | Frederic Guesdon  | Frankrijk        | +5'12"     |

## Wedstrijdverloop
- De wedstrijd ging rond elf uur van start in Compiègne. In het begin wordt er erg snel gereden: 51 km in het eerste uur, mede dankzij de gunstige wind.
- De eerste succesvolle ontsnappingspoging is die van Jan Kuyckx (Landbouwkrediet-Tönissteiner), Matthé Pronk (Cycle-Collstrop) en Aleksandr Serov (Tinkoff Credit Systems) na 87,5 km. Ze krijgen maximaal iets meer dan vijf minuten voorsprong.
- Achter hen wordt het peloton op de opeenvolgende kasseistroken stelselmatig uitgedund. Tijdens de nerveuze aanloop naar het beruchte Bos van Wallers-Arenberg, op 95 km van de aankomst, is er een grote valpartij met als voornaamste slachtoffers Filippo Pozzato (Liquigas) en Juan Antonio Flecha (Rabobank); ze verliezen ongeveer één minuut op de eerste renners van het peloton bij het uitrijden van het bos en moeten aan een lange en krachtenslopende achtervolging beginnen. De Italiaan heeft aan de val een flinke schaafwond op de dij overgehouden.
- Serov wordt op 86 km van de aankomst als eerste van de drie vluchters gegrepen door de achtervolgende groep. Wat later rijden die Jan Kuyckx voorbij, die met een lekke band aan de kant staat. Mathé Pronk blijft nu als enige leider over. Hij wordt op 75 km van het einde ook ingelopen.
- Op 71 km van het einde komt Flecha weer aansluiten bij de eerste groep; even verder slaagt ook Pozzato daarin. De kopgroep is nu zo'n veertig man groot; Quick.Step, CSC en Silence-Lotto zijn het sterkst vertegenwoordigd. Vooral door het tempowerk van die ploegen wordt de groep verder uitgedund; Flecha en Pozzato moeten lossen; George Hincapie (Team High Road) verachtert door pech.
- Na een nieuwe tempoversnelling van Johan Vansummeren (Silence-Lotto) op een kasseistrook op 54 km van de aankomst blijven vooraan nog 8 man over: drie duo's (Tom Boonen en Devolder voor Quick.Step; Leif Hoste en Vansummeren voor Silence-Lotto; Fabian Cancellara en Stuart O'Grady voor CSC) en de enkelingen Alessandro Ballan (Lampre) en Martijn Maaskant (Slipstream-Chipotle). Een ontsnapping van Devolder, die het gezelschap krijgt van O'Grady, verplicht Hoste om de kloof te dichten; Vansummeren moet lossen. Op 40 km van het einde blijven er zo zeven leiders over. De eerste achtervolgende groep met o.a. Flecha, Hincapie en Nick Nuyens (Cofidis), verliest meer en meer tijd en volgt al op meer dan anderhalve minuut.
- Op een asfaltstrook op ongeveer 35 km van het einde plaatst Tom Boonen een versnelling. Enkel Cancellara en Ballan kunnen hem volgen. Gedrieën rijden zij naar Roubaix toe. Leif Hoste moet het meeste werk in de achtervolging verrichten, maar hij zit in de greep van Devolder en O'Grady die hun kopmannen vooraan beschermen.
- De drie koplopers blijven samen tot op de Vélodrome André Pétrieux van Roubaix. Daar plaatst Tom Boonen in de laatste bocht een demarrage waarop de andere twee geen antwoord hebben, en zo wint Boonen zijn tweede Parijs-Roubaix met duidelijk verschil vóór Cancellara en Ballan. De Nederlander Maaskant wordt nog knap vierde op ongeveer drie en een halve minuut.

1896 · 
1897 · 
1898 · 
1899 · 
1900 · 
1901 · 
1902 · 
1903 · 
1904 · 
1905 · 
1906 · 
1907 · 
1908 · 
1909 · 
1910 · 
1911 · 
1912 · 
1913 · 
1914 · 
1915 · 
1916 · 
1917 · 
1918 · 
1919 · 
1920 · 
1921 · 
1922 · 
1923 · 
1924 · 
1925 · 
1926 · 
1927 · 
1928 · 
1929 · 
1930 · 
1931 · 
1932 · 
1933 · 
1934 · 
1935 · 
1936 · 
1937 · 
1938 · 
1939 · 
1940 · 
1941 · 
1942 · 
1943 · 
1944 · 
1945 · 
1946 · 
1947 · 
1948 · 
1949 · 
1950 · 
1951 · 
1952 · 
1953 · 
1954 · 
1955 · 
1956 · 
1957 · 
1958 · 
1959 · 
1960 · 
1961 · 
1962 · 
1963 · 
1964 · 
1965 · 
1966 · 
1967 · 
1968 · 
1969 · 
1970 · 
1971 · 
1972 · 
1973 · 
1974 · 
1975 · 
1976 · 
1977 · 
1978 · 
1979 · 
1980 · 
1981 · 
1982 · 
1983 · 
1984 · 
1985 · 
1986 · 
1987 · 
1988 · 
1989 · 
1990 · 
1991 · 
1992 · 
1993 · 
1994 · 
1995 · 
1996 · 
1997 · 
1998 · 
1999 · 
2000 · 
2001 · 
2002 · 
2003 · 
2004 · 
2005 · 
2006 · 
2007 · 
2008 · 
2009 · 
2010 · 
2011 ·
2012 · 
2013 ·
2014 ·
2015 ·
2016 ·
2017 ·
2018 ·
2019 ·
2020 · 
2021 · 
2022 · 
2023 · 
2024 · 
2025